# Novoarhanhelsk
Novoarhanhelsk (în ucraineană Новоархангельськ) este așezarea de tip urban de reședință a raionului Novoarhanhelsk din regiunea Kirovohrad, Ucraina. În afara localității principale, mai cuprinde și satele Jurivka, Komîșeve, Lozuvatka, Sîniuha și Soldatske.

## Demografie
Componența lingvistică a așezării de tip urban Novoarhanhelsk
     Ucraineană (97,67%)
     Rusă (1,77%)
     Alte limbi (0,35%)
Conform recensământului din 2001, majoritatea populației așezării de tip urban Novoarhanhelsk era vorbitoare de ucraineană (97,67%), existând în minoritate și vorbitori de rusă (1,77%).